# Nguyễn Phúc Thuần
Nguyễn Phúc Thuần (1754 - 1777, ở ngôi 1765 - 1777), hay Nguyễn Duệ Tông, Định Vương còn có tên khác là Nguyễn Phúc Hân, là người cai trị thứ 9 của chính quyền Chúa Nguyễn ở Đàng Trong vào thời kì Lê Trung hưng trong lịch sử Việt Nam. Sau cái chết của phụ vương, Nguyễn Phúc Thuần được quyền thần Trương Phúc Loan lập làm Vương khi chỉ mới 12 tuổi, và người này sau đó thâu tóm hết chính quyền ở Nam Hà, và làm nhiều việc khiến triều đình Phú Xuân ngày càng lụn bại, suy yếu.
Từ năm 1771, anh em Nguyễn Văn Nhạc dựng cờ khởi nghĩa ở Tây Sơn, quân Nhà Nguyễn liên tục bị thua trận. Đến năm 1774, Chúa Trịnh ở miền Bắc nhân Nam Hà có loạn, xuất quân nam hạ, Chúa Nguyễn phải bỏ Phú Xuân, chạy về Gia Định. Sau khi quân Trịnh chiếm được Phú Xuân và rút đi, thì Nhà Nguyễn vẫn phải đối phó với quân Tây Sơn thế lực ngày càng phát triển, cộng thêm sự tranh chấp trong nội bộ giữa các tướng Nguyễn, khiến tình hình càng thêm nguy khốn. Cuối năm 1776, Nguyễn Phúc Thuần dưới sức ép của tướng mạnh là Lý Tài, phải nhường ngôi cho cháu là Đông cung Nguyễn Phúc Dương, bản thân tự xưng là Thái Thượng vương, nhưng vẫn còn nắm binh quyền trong tay, ngầm tranh chấp với phe Phúc Dương, hình thành cục diện 2 vương. Nửa cuối năm 1777, quân Tây Sơn truy kích vào nơi ở của các Chúa Nguyễn, hai vương Nhà Nguyễn đều bị bắt và xử tử. Sau đó, một thành viên trong vương tộc là Nguyễn Phúc Ánh được tôn lên ngôi chúa, và lãnh đạo quân Nguyễn chống chọi liên tục với Tây Sơn trong 25 năm tiếp theo, cuối cùng giành được thắng lợi cuối cùng và thống nhất Việt Nam vào năm 1802, mở ra vương triều Nguyễn.

## Thân thế
Nguyễn Phúc Thuần còn có tên khác là Hân, sinh ngày 18 tháng 11 năm Giáp Tuất (31 tháng 12 năm 1754), là con thứ 16 của Vũ vương Nguyễn Phúc Khoát, mẫu thân là bà Công nữ Nguyễn Phúc Ngọc Cầu. Bà Ngọc Cầu là con gái của Quận công Nguyễn Phúc Điền, cháu nội chúa Nguyễn Phúc Chu), theo vai vế là em họ của Vũ vương. Khi đó quyền thần Trương Phước Loan muốn thâu tóm triều chính, chiều đoán tính hiếu sắc của Vương, bèn tạo điều kiện cho Ngọc Cầu thường xuyên ra vào trong Vương phủ và gần gũi với Vũ Vương ở điện Trường Lạc. Kết quả của những lần gần gũi đó là bà Ngọc Cầu đã sinh hai công tử Nguyễn Phúc Diệu (1753, mất sớm) và Nguyễn Phúc Thuần (1754). Võ vương càng say mê đến nỗi không thiết lâm triều, phó mặc việc nước cho Phước Loan, bất chấp cả lời can gián của các triều thần.
Theo sách Đại Nam chính biên liệt truyện, Trương Phước Loan đã dùng nhiều cách dẫn dụ Chúa Nguyễn Phúc Khoát vào con đường tửu sắc, bỏ bê việc nước hòng âm mưu chiếm đoạt quyền lực sau này. Thế phả họ Nguyễn thừa nhận:
Trong những năm về sau, mãi sống trong cảnh thanh bình, xa hoa, ngài [Võ vương] đâm ra say mê tửu sắc, không thiết tha việc nước, xa rời nhiệm vụ của bậc đế vương. Thêm vào đó, để dễ dàng trong việc tiếm quyền, Đạt quận công Trương Phúc Loan [cậu ruột của Võ vương] đã khuyến dụ ngài đi vào con đường nữ sắc. Một cung phi rất được ngài sủng ái là Công nữ Nguyễn Phúc Ngọc Cầu, con của Dận Quốc công Nguyễn Phúc Điền. Đây chính là mầm mống gây cảnh điêu tàn cho triều đại sau này.

## Lên ngôi
Mặc dù được Trương Phước Loan che giấu nhưng Vũ Vương không thoát khỏi mặc cảm loạn luân, cho nên Công tử Nguyễn Phúc Thuần chỉ được nuôi nấng một cách lén lút ở hậu cung và dĩ nhiên không được lập làm kế tự như mong muốn của Ngọc Cầu. Khi Đông cung Thế tử Nguyễn Phúc Hạo chết, con là Hoàng tôn Dương còn nhỏ tuổi mà hoàng tử cả là Chương cũng đã mất, Ngọc Cầu không bỏ lỡ cơ hội và ra sức dỗ dành Võ vương cho con mình kế vị. Các quan trong triều biết được âm mưu của Ngọc Cầu, nên đã ra sức can ngăn Võ vương không nên lập chúa bé. Do đó, Vũ vương không dám nghe theo lời của Ngọc Cầu và định lập con của Trương Thái phi là Nguyễn Phúc Luân (Côn) làm thái tử, rồi chỉ định 2 viên quan nổi tiếng thanh liêm là Thái phó Y đức hầu Trương Văn Hạnh và Thị giảng Lê Cao Kỳ chuyên lo giáo huấn cho hoàng tử Côn. Thấy tình hình như vậy, Ngọc Cầu lo lắng và bàn với Trương Phúc Loan tìm cách đối phó.
Ngày 7 tháng 7 năm 1765, Vũ vương mất, để lại di chiếu nhường ngôi cho công tử thứ hai là Nguyễn Phúc Luân (Côn) năm ấy 33 tuổi. Tuy nhiên, do biết Phúc Luân là người thông minh, quyết đoán khó lấn quyền được nên Trương Phúc Loan đã âm mưu cùng Ngọc Cầu và Thái giám Chử Đức hầu, Chưởng dinh Nguyễn Cửu Thông, giấu không chịu phát tang và lập tức cho gọi 100 võ sĩ nấp sẵn trong vương phủ. Sau đó lại cho gọi Thái phó Y Đức hầu Trương Văn Hạnh vào bàn việc. Trương Phước Loan ra tiếp và ném cây đèn xuống giường làm hiệu, ngay lúc đó các vệ sĩ xông ra giết chết Y Đức, bắt giam Nguyễn Phúc Luân và tôn Nguyễn Phúc Thuần mới 12 tuổi lên ngôi chúa, xưng hiệu là Định vương, đạo hiệu Khánh Phụ đạo nhân. Trương Phước Loan được phong lên làm Quốc phó, thi hành chính sách sai lầm làm người trong nước đều oán giận. Phúc Luân sau đó chết trong ngục vào ngày 24 tháng 10 năm 1765.

## Quyền thần Trương Phước Loan
Theo Lê Quý Đôn trong Phủ biên tạp lục:
Phúc Thuần mới 12 tuổi nối ngôi, tự hiệu là Khánh San, Phú đạo nhân, lại có một tên riêng nữa là Phúc Hân, tính còn trẻ con, thích đùa bỡn hát múa, có bệnh không thể gần đàn bà, bắt phường hát trẻ tuổi cùng với cung thiếp dâm loạn làm trò vui.
Sau khi lên ngôi, chúa dùng Trương Phước Loan làm Quốc phó, kiêm ở bộ Hộ, cơ Trung tượng và Tàu vụ, cho thu thuế sản vật nguồn vàng Thu Bồn và các nguồn Đồng Hương, Trà Sơn, Trà Vân làm ngụ lộc. Phước Loan biết Phúc Thuần nhỏ tuổi, lại bị bất ngờ đưa lên ngôi, trở nên bỡ ngỡ trên ngai vàng, càng được thế vơ vét, hằng năm được số vàng vô số mà nộp thuế cho nhà nước chỉ 1,2 phần 10. Của nhà Trương Phước Loan chất như núi, các con hắn đều lấy công chúa, làm quan đến Chưởng dinh, Cai cơ. Sử sách còn ghi lại rằng ngày nắng, Loan cho phơi của cải châu báu ra sân làm sáng rực cả một góc trời. Loan còn đem bè đảng là bọn Thái Sinh chia giữ những bến trọng yếu, người ta gọi là Trương Tần Cối. Phước Loan tuy chuyên quyền, nhưng sợ tiếng dư luận, bèn triệu hai vị quan đại thần có danh vọng là Nguyễn Cư Trinh và Nguyễn Quang Tiến về triều, xin chúa cất dùng. Tháng 5 năm 1767, Nguyễn Cư Trinh chết. Từ đó họ Trương không còn ai ngăn trở, càng ra sức lộng hành: bán quan tước, ăn tiền tha tội, hình phạt phiền nhiễu, thuế má nặng nề, nhân dân cực khổ.
Mùa thu năm 1767, triều đình mở khoa thi Hương, sai Hoàng thúc Thường quận công Tôn Thất Dục (Chưởng Hoàng) làm giám thí. Khoa ấy Lê Chính Việp, Bạch Doãn Triều đỗ đầu, người đương thời cho là xứng đáng. Năm 1768, chúa sai các châu huyện lập phường chơi xuân, mỗi phường 15 người, nộp thuế 1 quan tiền. Năm đó, Trương Phước Loan ghét Tôn Thất Dục, bèn vu khống ông ta chế tạo binh khí riêng, nhưng xét không có bằng chứng, bèn lấy một khẩu súng riêng của ông ta làm bằng, rồi bỏ Dục vào ngục. Mấy năm sau ông ta phát bệnh ung thư ở lưng, rồi chết.
Tháng 6 năm 1773, một nhóm các tôn thất đại thần, vì lẽ Trương Phước Loan chuyên quyền, nên muốn trừ khử đi. Họ bí mật sai Hàn lâm Ngô Đình Thứ và Tri phủ Trần Giai dùng trộm ấn của Loan, làm mạo bức thư Loan hiệp mưu với Nguyễn Nhạc đang làm phản ở Tây Sơn. Có Tham mưu Tá bắt được thư ấy, đem tố với Chưởng cơ Tôn Thất Văn (tức Chưởng Văn, con trai thứ ba của Võ vương, anh ruột của chúa). Văn nói với chúa, Phước Loan ra sức tranh biện, chúa tin lời của Loan. Sau đó Loan trả thù những người hãm hại mình, bắt giam tham mưu Tá rồi giết chết. Sau đó lại vu ngược cho Văn thông mưu với Nguyễn Nhạc. Tôn Thất Văn bèn bỏ trốn, Loan sai người đuổi bắt được, dìm chết ở phá Tam Giang. 

## Chiến tranh với Xiêm La
Mùa thu năm 1766, các thám tử của Hà Tiên về báo tin vua Xiêm có ý muốn xâm phạm đất Hà Tiên. Mạc Thiên Tứ, Tổng đốc Hà Tiên, lo sợ, sai người về Phú Xuân cầu viện. Mùa đông, các tướng Nguyễn cử 3 chiếc thuyền đi biển, 20 chiếc thuyền sai và 1.000 tinh binh đóng giữ Hà Tiên để phòng ngừa giặc Xiêm. Nhưng vào lúc đó thì quân Miến Điện cũng tấn công Xiêm La. Ngày 7 tháng 4 năm 1767, kinh A Du Đà thất thủ, quân Miến Điện cướp bóc, chém giết hả hê rồi sáp nhập toàn bộ nước Xiêm vào địa đồ của mình, bắt vua Xiêm là Ekkathat (sử Nhà Nguyễn gọi là vua Phung) cùng hoàng tử Chiêu Đốc Đa giải về Miến. Con thứ của vua Phung và Chiêu Xỉ Xoang chạy sang Chân Lạp, Chiêu Thúy chạy sang Hà Tiên. Thấy nước Xiêm đã mất, chúa bèn triệu hồi các đạo quân cứu viện về. Nhưng Mạc Thiên Tứ sợ quân Miến thừa thế đánh sau, nên đem binh thuyền đến giữ Chân Bôn là nơi giáp với Xiêm; lại sai quân đi tuần xét các hải đảo Cổ Rồng, Cổ Cốt và Dần Khảm.
Không lâu sau, nước Thanh đem quân tấn công nước Miến Điện. Vua Miến buộc phải triệu hồi đội quân viễn chinh phía tây trở về chống giữ kinh thành. Nhân nước Xiêm trống trải, chúa đất Mường Tát là Trịnh Quốc Anh (Taskin, người gốc Hoa) khởi binh, tự xưng là Vua, dời thủ phủ từ A Du Đà về Thôn Vũ Lý (Thonbury, nay là Bangkok). Lại sai người đòi Chân Lạp phải tiến cống. Vua Chân Lạp là Nặc Tôn (Ang Ton) cho rằng Trịnh Quốc Anh không phải là người Xiêm, không chịu tiến cống.
Mùa xuân năm 1769, vua Xiêm sai tướng đưa vua cũ của Chân Lạp đang lưu vong ở Xiêm là Nặc Nộn (Ang Non) về nước, gặp quân Nặc Tôn ở Bôn Ma, không phân được thắng thua. Mùa đông năm 1770, Trịnh Quốc Anh thấy hoàng tử triều trước là Chiêu Thúy ở Hà Tiên, sợ để lâu sinh vạ, bèn phái 20.000 quân thủy bộ đánh Hà Tiên. Quân Xiêm đông giữ núi Tô Châu, dùng đại bác bắn vào thành, thế rất nguy cấp. Mạc Thiên Tứ cho người chạy thư về Gia Định cầu cứu. Điều khiển Gia Định Nguyễn Cửu Khôi cho rằng năm trước Hà Tiên đã từng báo cáo thông tin sai lệch, nên không cho binh đến cứu. Vào một hôm trong lúc nửa đêm, người Xiêm cho phóng hỏa đốt kho thuốc sùng, rồi từ phía sau thành phá cửa tiến vào, phóng hỏa đốt doanh. Mạc Thiên Tứ đem quân ra chống cự, nhưng không chống nổi. Quân Xiêm thừa thế tiến đến dinh Long Hồ thì gặp Tống Phước Hiệp đem quân chi viện cho Hà Tiên. Hai bên dàn trận ở sông Châu Đốc, quân Xiêm chạy lộn vào ngách sông cụt, bị quân triều đình đánh, thiệt hại 300 nhân mạng, nhưng đất Hà Tiên vẫn còn bị người Xiêm chiếm giữ. Vua Xiêm bèn lưu Trần Liên ở lại giữ Hà Tiên, rồi tự đem quân thẳng sang Chân Lạp, Nặc Tôn bỏ chạy. Vua Xiêm vào thành Nam Vang (PhnomPenh), lập Nặc Nộn trở lại làm vua Chân Lạp. Tháng 2 năm 1771, chúa Nguyễn trách tội Nguyễn Cửu Khôi không đến chi viện để Hà Tiên bị mất, giáng ông ta làm Cai đội, và triệu Nguyễn Thừa Mân về triều.
Mùa hạ năm đó, tướng Nguyễn Cửu Đàm tiến quân theo đường Tiền Giang, cùng Cai bạ dinh Long Hồ là Nguyễn Khoa Thuyên tiến theo đường Kiên Giang; Lưu thủ Tống Phước Hiệp theo đường Hậu Giang tiến đóng giữ Châu Đốc để tiếp ứng cho hai cánh quân trên. Quân Nguyễn dùng người Chân Lạp là Nhẫm Lạch Tối chỉ đường, tiến đến Nam Vang đánh phá được quân Xiêm. Vua Xiêm chạy sang Hà Tiên, còn Nặc Nộn chạy qua Cần Bột. Quân Nguyễn thu phục Nam Vang và La Bích, đưa Nặc Tôn về nắm lại ngai vàng. Nguyễn Cửu Đàm thu quân về dinh, đắp lũy Tân Hoa kéo dài 15 dặm bao quanh đồn dinh, chắn ngang đường bộ đề phòng bất trắc. Vua Xiêm bèn về nước, để Trần Liên giữ Hà Tiên, tự mình đem quân đi bắt con trai con gái Thiên Tứ và Chiêu Thúy đem về, rồi giết Chiêu Thúy. Mùa xuân năm 1773, Mạc Thiên Tứ sang sứ sang xiêm dâng đồ lễ cầu hòa. Trịnh Quốc Anh mừng, trả lại các tù binh khi trước, và triệu Trần Liên về nước. Tình hình phía Nam mới được tạm yên một thời gian.

## Khủng hoảng kinh tế và nổi dậy
Nền kinh tế Đàng Trong cũng gặp khủng hoảng, một phần do chính sách đúc tiền kẽm thay cho tiền đồng. Đói kém bắt đầu từ năm 1768, vì sai lầm trong chính sách tiền tệ kể trên: tiền giả xuất hiện rất nhiều, lạm phát tăng lên, người ta đem tiền giả mua gạo tích trữ, còn người giàu không dám bán gạo ra. Tệ trạng ấy kéo dài từ Phú Xuân đến Ba Thắc, kể cả trong những năm được mùa. Tài chính kiệt quệ đến nỗi dật sĩ Thuận Hoá là Ngô Thế Lân phải viết thư kêu lên triều đình
Trộm nghe, khi tiên chúa mở mang, đất còn hẹp, dân còn thưa, phía nam chưa có đất Gia Định màu mỡ; phương Bắc còn có việc phòng giữ ở Hoành Sơn, liền năm chinh chiến, mà dân không đói kém, nhà nước thừa tiêu. Ngày nay thiên hạ bình tĩnh đã lâu, đất rộng dân đông, những đất trồng lúa đã khai khẩn hết, những nguồn lợi núi chằm đã khai thác hết. Hơn nữa, ruộng ở Phiên Trấn và Long Hồ lại không bị hạn lụt bao giờ. Thế mà từ năm Mậu tý [1768] tới nay, giá thóc cao vọt, nhân dân đói kém, là cớ làm sao? Không phải là thiếu thóc mà chính vì đồng tiền kẽm gây nên vậy. Nhân tình ai cũng ưa cái bền chắc, ghét cái chóng hư. Nay lấy đồng tiền kẽm chóng hư mà thay đồng tiền đồng bền chắc, cho nên dân đua nhau chứa thóc mà không chịu chứa tiền. Tuy nhiên, cái tệ tiền kẽm đã lâu rồi, nay muốn đổi đi, thế rất là khó, mà nạn đói của dân thế lại rất gấp. Thần trộm nghĩ phương kế ngày nay, không gì bằng phỏng theo phép Nhà Hán, mỗi phủ đặt một kho thường bình, đặt quan phụ trách, định giá thường bình, rồi hễ thóc rẻ thì theo giá mà đong vào, thóc đắt thì theo giá mà bán ra. Như thế thì giá thóc không đến nỗi rẻ quá để hại cho nhà nông, mà cũng không đến nỗi đắt quá để lợi cho bọn phú thương, rồi sau sẽ dần dần sửa đổi cái tệ tiền kẽm, thế là vật giá sẽ được bình ổn.
Nhưng mọi cố gắn của họ Ngô không được hồi âm.
Đầu năm 1769, chúa sai sở tại đều làm bản tính thu thuế khóa đinh điền và những thuế nguồn, cửa quan, bến đò, họp thành sổ tâu lên, làm lệ thường hằng năm. Năm đó sao chổi mọc, chuôi tự phía đông bắc chỉ sang phía tây nam. Hàn lâm Nguyễn Quang Tiền nói với người ta rằng chỉ trong 6 năm ở Quảng Nam sẽ nổi binh đao. Bấy giờ Trương Phước Loan chuyên quyền, còn bọn người được chúa tin tưởng là Chưởng dinh Tôn Thất Nghiễm, Chưởng cơ Tôn Thất Viên (hai người cậu) chỉ say mê rượu ngon và gái đẹp, không để ý đến việc nước. Loan càng được thế lộng quyền, ăn hối lộ, mua quan bán tước, hình phạt phiền nhiễu, thuế má nặng nề, nhân dân đói khổ, giặc cướp nổi lên khắp nơi, báo hiệu mầm mống suy tàn của triều Chúa Nguyễn. Lê Quý Đôn trong Phủ biên tạp lục có nói về tình trạng này của Nam Hà
từ quan to đến quan nhỏ, nhà cửa chạm trổ, tường xây bằng gạch đá, trướng vóc màn the, đồ dùng toàn bằng đồng, bằng sứ, bàn ghế bằng gỗ đàn, gỗ trắc, ấm chén bằng sứ, yên ngựa – dây cương đều nạm vàng, nạm bạc, quần áo là lược, nệm hoa, chiếu mây, lấy phú quý phong lưu để khoe khoang lẫn nhau… Họ coi vàng bạc như cát, thóc gạo như bùn, hoang phí vô cùng...
Ở Quảng Ngãi khi đó có quân Đá Vách thường hay nổi dậy. Năm 1770, chúa sai Ký lục Quảng Nam Trần Phước Thành đến tuần 5 thành Thăng Bình, Điện Bàn, Quảng Ngãi, Quy Nhơn, Phú Yên để liệu việc đối phó, đánh dẹp quân Đá Vách.

## Tây Sơn khởi nghĩa
Năm 1765, Trương Phước Loan làm việc phế lập, và giết thầy của Nguyễn Phúc Luân (cha Nguyễn Ánh) là Trương Văn Hạnh. Môn khách của Trương Vân Hạnh là Giáo Hiến phải bỏ Phú Xuân, trốn về Tây Sơn, nhận ba anh em Nguyễn Nhạc, Nguyễn Huệ và Nguyễn Lữ làm học trò, nói khích chí lớn cho ba anh em. Năm 1771, ba anh em Nguyễn Nhạc, Nguyễn Huệ và Nguyễn Lữ chiêu nạp nghĩa quân, phất cờ khởi nghĩa ở Tây Sơn, lấy danh nghĩa lật đổ quyền thần Trương Phước Loan và phù lập Hoàng tôn Dương (con của thế tử cũ là Nguyễn Phúc Hiệu). Sau đó Nguyễn Nhạc dùng kế chiếm thành Quy Nhơn, Tuần phủ Nguyễn Khắc Tuyên bỏ trốn. Khi đó có hai lái buôn người nước Thanh là Tập Đình và Lý Tài nổi dậy hưởng ứng nghĩa quân. Tin tức truyền đến Phú Xuân. Tháng 10 năm 1773, chúa sai Nguyễn Cửu Thống và Nguyễn Cửu Sách dẫn quân đánh dẹp. Khi đó ở trong triều, Trương Phước Loan ăn hối lộ nên thay hết người này đến người khác ra trận, rồi mọi người đều căm oán, nên dễ dàng bị đánh bại. Linh mục Jumilla kể chi tiết về trận đánh năm ấy như sau
Bọn phản loạn có ba đạo quân, hai bên là cánh quân người Tàu và người Thượng, giữa là người Việt. Buổi chiều ngày thứ ba, quân Tàu ở cánh phải giết được viên quan dũng mãnh nhất binh triều là Ông Đội Be.
Ban ngày họ xuống các chợ, kẻ đeo gươm, người mang cung tên, có người mang súng. Họ không hề làm thiệt hại đến người và của. Trái lại họ tỏ ra muốn bình đẳng giữa mọi người Đàng Trong; họ vào nhà giàu, nếu đem nộp họ ít nhiều thì họ không gây tổn hại, nhưng nếu chống cự lại thì họ cướp lấy những của quý đem chia cho người nghèo; họ chỉ giữ gạo và lương thực cho họ mà thôi... Người ta gọi họ là bọn cướp đạo đức và nhân từ đối với quần chúng nghèo khổ...Bản mẫu:Nguyễn Lương Bích, Phạm Ngọc Phụng
Cuối năm 1773, Nhà Nguyễn dùng Tôn Thất Hương làm Tiết chế, đem quân từ Thuận Hóa và Tam Kỳ tiến đến núi Bích Kê, nhưng bị Tập Đình và Lý Tài đánh bại, Tôn Thất Hương chết trận. Quân Tây Sơn được thế tiến chiếm Bình Thuận, Diên Khánh, Bình Khang, rồi lại tính lấn ra Quảng Nam. May có Cai đội Nguyễn Cửu Dật nhân đêm tối đem quân đánh úp, mới giữ được Quảng Nam.
Tháng 4 ÂL năm 1774, lưu thủ dinh Long Hồ Tống Phước Hiệp và Cai bạ Nguyễn Khoa Thuyên được lệnh đem quân tiến đánh Tây Sơn. Trước thế lực lớn mạnh của quân Nguyễn, quân Tây Sơn phải bỏ 3 phủ Bình Thuận, Diên Khánh, Bình Khang. Tống Phước Hiệp đóng quân ở Hòn Khói, giáp chiến với Tây Sơn. Bấy giờ chiến tranh loạn lạc xảy ra, đất Thuận Hoá vốn trù phú mà thành ra xơ xác, ngoài đường nhiều người chết đói.

## Lưỡng đầu thọ địch

### Quân Trịnh nam tiến
Bấy giờ, trấn thủ Nghệ An của triều đình Lê - Trịnh là Bùi Thế Đạt nhân Nam Hà có loạn, bèn báo cáo lên chúa Trịnh Sâm. Chúa Trịnh được sự tán thành của Hoàng Ngũ Phúc và Nguyễn Nghiễm, bèn quyết ý xuất quân nam hạ. Hoàng Ngũ Phúc được cử làm tiên phong, còn Trịnh Sâm với đại quân theo sau hỗ trợ. Hoàng Ngũ Phúc cho làm tờ hịch nói mình vào đây là để đánh diệt Trương Phước Loan và giúp nhà Nguyễn diệt Tây Sơn.
Mùa thu năm đó, chúa Nguyễn cử Tống Hữu Trường làm Thống suất đạo Lưu Đồn, Tôn Thất Tiệp làm Trấn thủ dinh Bố Chính để chống quân Trịnh, Chưởng dinh Tôn Thất Cảnh (con thứ 7 của Võ vương) giữ kinh đô, còn chúa ngự giá thân chinh đánh Tây Sơn. Thuyền chúa đóng ở cửa Tư Dung, và Trương Phước Loan được lệnh luyện quân ở núi Quy Sơn.
Thế quân Trịnh đánh như chẻ tre, chẳng mấy chốc đã đến châu Bắc Bố Chính, tri phủ Trần Giai hàng giặc. Nguyễn Phúc Thuần bèn triệu Tôn Thất Nghiễm đưa mình về Phú Xuân, đồng thời sai quận Du là Nguyễn Cửu Dật làm Tả quân đại đô đốc lĩnh quân thủy bộ ở lại chống cự quân Tây Sơn. Giữa lúc đó tình hình Thuận Hóa rối loạn. Trong kinh kỳ bị đói to, mỗi lẻ gạo trị giá một tiền, ngoài đường có xác chết đói, người nhà có khi ăn thịt nhau. Lúc này quân Trịnh đã vượt sông Gianh, chúa sai sứ thần đến nói rằng tự họ Nguyễn sẽ dẹp được Tây Sơn, không cần đến quân Trịnh. Tuy nhiên bọn Kiêm Long ngầm ám chỉ cho Hoàng Ngũ Phúc hãy cứ nhân đó mà diệt họ Nguyễn. Ngũ Phúc bèn tiến vào dinh Bố Chính quân Nguyễn lui về lũy Thầy. Quân Trịnh do Hoàng Đình Thể chỉ huy phá lũy Trấn Ninh, dinh Quảng Bình, cùng lúc đó đại quân của Trịnh Sâm cũng đã đến Nghệ An, để làm thanh viện cho Hoàng Ngũ Phúc.
Các tướng lĩnh và tông thất của họ Nguyễn trước tình thế như vậy, liền cùng nhau lập mưu bắt Trương Phước Loan đưa nộp quân doanh của Hoàng Ngũ Phúc. Ngũ Phúc bắt được Phước Loan nhưng vẫn không lui quân, nói là còn phải diệt giặc Tây Sơn. Những cánh quân mà Chúa Nguyễn sai đến để chống quân Trịnh đều bị thất bại, quân Bắc sắp vào thành Phú Xuân. Ngày 18 tháng 12, Nguyễn Phúc Thuần bỏ Phú Xuân chạy ra Quảng Nam, cùng đi với ông còn có Vương tử Nguyễn Phúc Ánh, con trai Nguyễn Phúc Luân, chính là vua Gia Long về sau. Hoàng Ngũ Phúc thấy Nhà Nguyễn đã bỏ chạy, liền xua quân tiến vào Thuận Hóa.

### Tây Sơn liên Trịnh công Nguyễn
Tháng giêng năm 1775, Chúa Nguyễn cho dựng hành tại ở Bến Giá thuộc Quảng Nam. Theo lời tâu của các tướng Nguyễn Cửu Dật, Tôn Thất Tĩnh, Tôn Thất Kính, Nguyễn Cửu Thận và Đỗ Thanh Nhơn, ông phong cho Hoàng tôn Dương làm thế tử, giao nhiệm vụ trấn thủ Quảng Nam. Không lâu sau, Nguyễn Nhạc và Lý Tài đem hai đạo binh đến đóng ở cửa biển Hiệp Hòa và sông Thu Bồn, tình thế nguy cấp, Đông cung Nguyễn Phúc Dương chạy về Câu Đê, còn Chúa Nguyễn thì chạy vào Gia Định. Ngày 13 tháng 3 năm 1775, khi chúa đang ngồi trên thuyền thì gặp gió to, 16 chiến thuyền quân Nguyễn đều bị đắm, chỉ riêng thuyền của chúa và vương tử Ánh được vô sự. Khi đến địa phận Bình Khang (Khánh Hòa), thì được Tống Phước Hiệp và Nguyễn Khoa Thuyên từ Hòn Khói đến nghênh giá. Ngày 25 tháng 3, thuyền chúa cập bến thành Gia Định, chúa lên bờ và dựng hành tại ở Bến Nghé, là tỉnh lỵ của Gia Định thời kỳ đó. Cùng khi đó Hoàng Ngũ Phúc đánh vào đồn Câu Đê, Nguyễn Phúc Dương phải bỏ đồn mà chạy, quân Trịnh bắt được mẹ và vợ của Phúc Thuần đem về.
Ở Quảng Nam, Nguyễn Nhạc thấy Thế tử vừa mới thua quân Trịnh, không còn quân chiến đấu nữa, mới sai Lý Tài rước Thế tử đến chỗ mình, tìm cách dụ dỗ thế tử lên ngôi Vương, nhưng Thế tử không nhận. Mùa hạ năm đó, Tống Phước Hiệp tiến quân thu lại được Phú Yên, sai Bạch Doãn Triều đến buộc Nguyễn Nhạc trao trả Đông cung. Nhạc sợ, vừa giả vờ nhận lời, vừa đem hết của báu cất dấu trên núi Tây Sơn, rồi dời Đông cung đến Hà Liêu, An Thái để tránh. Trước tình thế hai đầu đều có địch, Nguyễn Nhạc dùng cách giả hàng với họ Trịnh, sai đem vàng bạc đến quân Hoàng Ngũ Phúc xin hàng, cầu làm quân tiên phong đánh Chúa Nguyễn. Ngũ Phúc phong cho Nhạc làm Tây Sơn trưởng hiệu Tráng biết tướng quân. Tống Phước Hiệp vẫn cho rằng Tây Sơn sẽ trả lại thế tử, nên lơ là phòng bị. Chớp thời cơ đó, Nguyễn Nhạc sai em là Nguyễn Huệ dẫn quân đánh Tống Phước Hiệp ở Phú Yên, Hiệp phải rút quân về Hòn Khói. Cùng lúc này quân Trịnh tiến vào địa giới Quảng Ngãi, song mắc dịch bệnh chết rất nhiều, Hoàng Ngũ Phúc phải bỏ Quảng Nam, lui về giữ Thuận Hóa, sau đó qua đời. Như vậy đất Thuận Hóa rơi vào tay Chúa Trịnh, còn Quảng Nam thuộc về Tây Sơn.

## Kháng chiến ở miền Nam

### Nguyễn Văn Lữ đánh Gia Định
Sau khi quân Trịnh rút đi, Tây Sơn tập trung lực lượng để tiêu diệt chính quyền Chúa Nguyễn ở Gia Định. Tuy nhiên trong lúc đó nội bộ Tây Sơn phát sinh biến cố lớn, Lý Tài vì bất mãn với Nguyễn Văn Huệ nên đã đem toàn bộ trấn Phú Yên quy phục với Tống Phước Hiệp. Tống Phước Hiệp báo tin cho Định vương đang ở Gia Định. Vương cả mừng, đặt Lý Tài dưới quyền Tiết chế của Tống Phước Hiệp, và cử Trần Văn Thức đến làm quan trấn thủ Phú Yên. Quân Nguyễn lại hưng khởi, kiểm soát từ Phú Yên trở vào nam. Quân Tây Sơn tìm cách lấy Bình Thuận, song không thành công.
Phát hiện Chúa Nguyễn ở Gia Định không có quân, Nguyễn Nhạc cử em là Nguyễn Văn Lữ đem quân vào cướp Gia Định, Định vương hoảng hốt chạy ra Trấn Biên, đóng ở Đồng Lâm. Tây Sơn sau khi chiếm giữ Sài Gòn, lại đánh xuống dinh Long Hồ, bắt quan Ký lục Bùi Hữu Lễ rồi mổ thịt làm mắm mà ăn. Chúa Nguyễn liên tục bỏ chạy, có lần phải nấp vào gầm giường nhà một giáo sĩ, mới thoát nạn. Trong lúc đó ở Quy Nhơn, vào tháng 3 năm 1776, Nguyễn Nhạc xưng là Tây Sơn vương.
Chúa Nguyễn hạ chiếu triệu Tống Phước Hiệp ở Phú Yên, Đỗ Thanh Nhơn ở Mỹ Tho và Mạc Thiên Tứ ở Cần Thơ ba cánh quân về hộ giá. Đỗ Thanh Nhơn tập hợp được 3000 người, gọi là quân Đông Sơn, Thanh Nhơn xưng là Đông Sơn Thượng tướng quân, kéo quân từ Tam Phụ đánh về Gia Định. Nguyễn Lữ không xuất chiến, mà lấy thóc trong kho ra chất vào 200 chiến thuyền, rồi kéo quân về Quy Nhơn.

### Lục đục trong nội bộ
Sau khi Tống Phước Hiệp, trụ cột của Nhà Nguyễn, chết đi (tháng 7/1776), hai tướng nắm nhiều binh quyền nhất còn lại là Đỗ Thanh Nhơn và Lý Tài xảy ra tranh chấp. Nguyên do là trước kia khi Tài đầu hàng, Chúa Nguyễn muốn cất nhắc, mà Thanh Nhơn lại nói Tài là đồ heo chó, sử dụng cũng không ích gì. Khi Tống Phước Hiệp còn sống thì hai người này sợ không dám xung đột. Đến khi Hiệp chết rồi, Tài bèn chỉ huy quân Hòa Nghĩa từ núi Châu Thới đánh úp quân Đông Sơn của Nhơn. Nhơn chống cự không nổi, phải đắp lũy từ sông Bến Nghé đến Bến Than để cố thủ.
Ở Quy Nhơn, Đông cung Nguyễn Phúc Dương bị Nguyễn Nhạc giam lỏng ở chùa Thập Tháp, nay giong buồm trốn thoát về nam. Chúa Nguyễn sai Thế tử đến dụ Lý Tài trở về. Lý Tài trông thấy Thế tử thì rũ cờ quy phục, rồi rước Thế tử về Dầu Mít. Vua Cao Miên là Nặc Ông Vinh nhân thấy Chúa Nguyễn nguy khốn, không chịu triều cống. Chúa sai Trương Phước Thận, Nguyễn Cửu Tuân theo giúp Nguyễn Ánh thảo phạt, Nặc Ông Vinh phải xin hàng.
Ngày 11 tháng 12 năm 1776, Lý Tài rước Đông cung Thế tử về Gia Định. Ngày 14 tháng 12, Lý Tài ép Nguyễn Phúc Thuần phải nhường ngôi cho Đông cung. Đông cung vì nỗi sự thế đương ngặt nghèo, bất đắc dĩ phải vâng mệnh, xưng là Tân Chính vương, tôn Định vương làm Thái thượng vương. Nguyễn Ánh khi đó 16 tuổi, rất được Thái Thượng vương tin tưởng, lại thấy Lý Tài là người kiêu căng, hung bạo, khó mà ở cùng được, nên khuyên Thái Thượng vương hãy về với Đỗ Thanh Nhơn ở Đông Sơn. Lý Tài được tin, đem quân đến bức Thái Thượng vương dời ra Dầu Mít. Tân Chính vương không thể ngăn được, bèn khiến Trương Phước Dĩnh theo hộ giá. Ngày hôm sau lại rước giá trở về Gia Định để cấm cố. Như vậy nội bộ Chúa Nguyễn lại chia ra thành hai phe: phe Tân Chính vương - Lý Tài, và phe Thái Thượng vương - Vương tử Ánh - Đỗ Thanh Nhơn. Điều này bị coi là rất tai hại cho quân Nguyễn trong bối cảnh quân Tây Sơn đã tới rất gần.
Tháng 3 năm 1777, Nguyễn Huệ đem quân thủy bộ tiến đánh quân Nguyễn. Phúc Dương cử Lý Tài ra ứng chiến. Khi đó Trương Phước Thận đem quân từ Cần Bột (Kampot) lên cứu viện. Lý Tài xa thấy bóng cờ, ngờ là quân Đông Sơn của Đỗ Thanh Nhơn đến đánh úp mình, lại rút quân về. Quân Tây Sơn đuổi theo. Quân Lý Tài chạy rối loạn đến Tam Phụ, là căn cứ của quân Đông Sơn, nên đều bị người của Đỗ Thanh Nhơn giết chết. Sau cái chết của Lý Tài, hai phe của Tân Chính vương và Thái Thượng vương giảng hòa và dựa lưng vào nhau cùng chống Tây Sơn. Trương Phước Thận đưa Tân Chính vương chạy về Tranh Giang, còn Thái Thượng vương đóng ở Tài Phụ (thuộc Ba Giồng). Chúa bảo với Tân Chính vương rằng
Phía sau Tranh Giang thì vương tự đương lấy, phía trước Tài Phụ thì ta cáng đáng.

### Bại trận, thân vong
Bấy giờ Vương tử Nguyễn Ánh theo phò chúa, tình cảm rất hòa đồng, thân thiết. Có một lần khi quân giặc đuổi tới rất gấp, Định vương đưa ngựa giục Ánh trốn trước, Ánh không chịu, chúa khóc rằng
Nay gặp bước gian truân thế này, tài ta không dẹp được loạn, việc Miếu Xã quan hệ ở cháu, cháu còn thời nước mới còn.
Ánh bất đắc dĩ phải tuân theo. Nhưng khi đi một hồi, Ánh dừng ngựa lại mà chờ Vương. Quân Tây Sơn đi nơi khác, xe giá của chúa đi tới, Ánh đón rước bên đường. Vương cảm động nói rằng
Cháu có lòng tốt, trời cũng biết cho.
Tháng 5 năm 1777, quân Tây Sơn chia làm 2 đường đánh cả Tranh Giang, Tài Phụ. Thái Thượng vương chạy ra Long Hưng, may vì gặp trời mưa to nên quân Tây Sơn rượt theo không kịp. Sau đó chúa sang Cần Thơ hợp quân với Mạc Thiên Tứ. Chúa thấy binh lực của Thiên Tứ ít và yếu, bèn sai Đỗ Thanh Nhơn cùng Cai đội Nguyễn Quân lẻn đi Bình Thuận và Phú Yên gọi Châu Văn Tiếp, Trần Văn Thức đem quân vào cứu. Nhưng quân cứu viện chưa tới nơi thì đã bị chặn đánh, Trần Văn Thức chết trận, còn Châu Văn Tiếp phải bỏ chạy. Quân Tây Sơn thu phục hết đất miền Nam Trung Bộ, Chưởng cơ Tống Phước Hòa tự sát. Ngày 19 tháng 9 năm đó, Tân Chính vương cùng 18 thủ hạ bị quân Tây Sơn bắt và đều tuẫn nạn.
Thái Thượng vương nghe tin Tân Chính vương đã chết, thì cả sợ, bỏ chạy ra Long Xuyên, bấy giờ quân Tây Sơn đã đánh đến Trấn Giang. Thiên Tứ rước Nguyễn Phúc Thuần theo đường sông từ Cần Thơ về Kiên Giang, để phòng khi có bất trắc có thể lánh ra các hải đảo. Thiên Tứ lại sai con lấy gỗ chắn ở những chỗ cạn của dòng sông. Chúa hay lo buồn, nói cùng Thiên Tứ rằng
Nay giặc mạnh như thế, việc nước như thế, biết có trông mong tái tạo cơ nghiệp được không.
Thiên Tứ khóc tạ, rồi đề nghị qua cầu viện Nhà Thanh, Nguyễn Phúc Thuần bằng lòng. Thiên Tứ sai Cai cơ tên là Kham phò chúa đi ra bờ biển chờ thuyền của Quách Ân đến, định sẽ sang Quảng Đông. Nhưng việc chưa thành thì có người đem việc đó tố giác với Tây Sơn. Nguyễn Huệ sai viên Chưởng cơ tên là Thành tới bắt thầy trò Nhà Nguyễn. Ngày 18 tháng 10 năm 1777, ông bị giải về Gia Định hành quyết, cùng với các tướng Trương Phước Thận, Tham mưu Nguyễn Danh Khoảng, và Nguyễn Phúc Đồng (anh cả của Nguyễn Ánh). Mạc Thiên Tứ hay tin, vội giong buồm chuồn ra các hải đảo.
Thủ cấp của Nguyễn Phúc Thuần bị đem táng ở đất huyện Bình Dương. Hầu hết vương thất họ Nguyễn bị giết hại, chỉ có Nguyễn Ánh trốn thoát được, sau được các tướng tôn lên ngôi Nguyễn vương, lãnh đạo quân họ Nguyễn chống chọi với Tây Sơn. Cái chết của hai vương Nhà Nguyễn cũng chấm dứt một giai đoạn suy vong trong lịch sử họ Nguyễn, trong "cái thế nghiêng ngửa của dòng họ".
Định Vương chết khi mới 23 tuổi, ở ngôi chúa 11 năm, làm Thái Thượng vương chưa đến một năm. Ông không có con trai nối dõi, mà chỉ có một Hoàng nữ là Nguyễn Phúc Ngọc Thục (1776 - 1818), con của Chính phi Nguyễn Thị Châu. Hoàng nữ này lấy Uy vũ Vệ úy Tống Văn Thịnh (con của Tống Văn Khôi), và mất năm 1818, có thuỵ hiệu là Huệ.
Năm 1778, Nguyễn Ánh tập hợp dân chúng, dựng lại cơ đồ của họ Nguyễn, đã truy tôn chúa là Thông Minh Khoan Hậu Anh Mẫn Huệ Hòa Hiếu Định vương. Năm 1802, Nguyễn vương tiêu diệt Tây Sơn, thống nhất Việt Nam; đến năm 1806, Vương lên ngôi Hoàng đế, tức là vua Gia Long, mở ra Hoàng triều Nguyễn, lại truy phong cho Định vương là Thông Minh Khoan Hậu Anh Mẫn Huệ Hòa Hiếu Định hoàng đế, miếu hiệu Duệ Tông. Năm thứ 8 Gia Long (1809), cải táng ở núi La Khê, lăng gọi là Trường Thiệu.

## Đánh giá
Trích bài thơ của Hồ Đắc Duy trong Đại Việt sử thi, quyển 16 nói về Chúa Nguyễn Phúc Thuần
Nguyễn Phúc Thuần nối ngôi nghiệp chúa
Trương Phước Loan lấn cả quyền hành
Trong triều có Nguyễn Cư Trinh
Cũng không ngăn được tình hình rối ren
Trương Phước Loan lấy quyền Quốc phó
Xem triều đình chẳng có một ai
Chuyên quyền lại giết người ngay
Tóm thâu công việc trong ngoài vào tay.
...
Việc trấn thủ lắm khi quá yếu
Muốn tuần tra lại thiếu chiến thuyền
Cuối năm bảy mốt vua Xiêm
Cất quân đánh chiếm Hà Tiên mấy ngày
...
Tiền thu vô Phước Loan chiếm đoạt
Thuế mười phần chỉ được một hai
Chuyên quyền Loan lại tác oai
Nhân dân đói khổ không ai không thù
Đồng bỏ hoang, ruộng khô cỏ cháy
Có nhiều làng chẳng thấy luỹ tre
Nhân dân đói khổ não nề
Nhiễu nhương trộm cướp lắm bề tang thương 